# П'єр Луї Дюлонг
П'єр Луї Дюлонг (фр. Pierre Louis Dulong; нар. 12 лютого 1785, Руан — пом. 19 липня 1838, Париж) — французький хімік та фізик. Член Паризької академії наук і її секретар.

## Біографія
П'єр Луї Дюлонг народився в Руані. Вивчав медицину в Парижі, працював хіміком у лабораторії К. Л. Бертолле в Політехнічній школі. З 1811 професор хімії Ветеринарної школи в Парижі, з 1820 професор фізики Політехнічної школи (з 1830 директор). З 1832 неодмінний секретар Паризької академії наук.

## Наукова діяльність
Основні дослідження присвячені загальній та неорганічній хімії. Вперше отримав хлорид азоту (1811) і фосфорноватисту кислоту (1816). Незалежно від Г. Деві і майже одночасно з ним запропонував (1815) водневу теорію кислот. Досліджував склад, будову та властивості щавлевої кислоти та її солей, вивчав реакцію термічного розкладання оксалатів.
Спільно з професором фізики Політехнічної школи в Парижі А. Т. Пті встановив (1819) закон теплоємності твердих тіл, згідно з яким добуток питомих теплоємностей простих твердих тіл на атомну масу елементів, що їх утворюють — величина приблизно постійна (закон Дюлонга—Пті). Вони ж вивели (1818) загальну формулу для швидкості охолодження тіл. Визначив (1824—1830) тиск насиченої водяної пари при різних температурах. Сконструював (1830) водяний калориметр.